# Bolo (nůž)

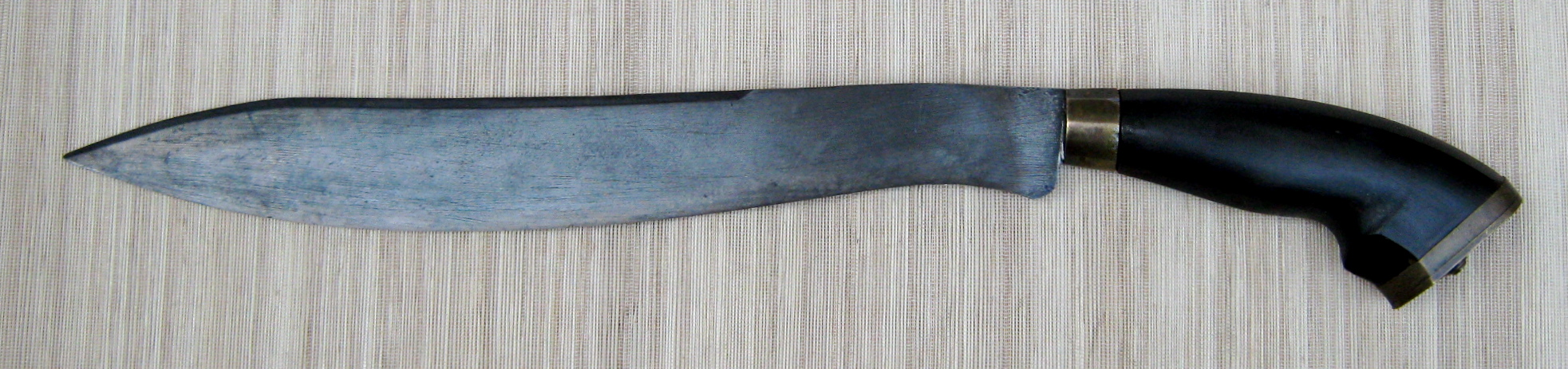
Bolo z ostrova Luzon

Bolo je tradiční předkoloniální velký nůž nebo jednobřitý krátký meč z Filipín, užívaný jako nástroj i zbraň a existující v mnoha variantách a provedeních. Vyznačují se širokou zakřivenou čepelí se špičatou nebo tupou špičkou, která se zužuje až k jílci. Bola se na Filipínách používají jako nástroje, zejména v zemědělství ke sklizni, a někdy jsou přirovnávána k mačetě. Podobají se také malajskému parangu.